# Sprøjtestøbning
Sprøjtestøbning er en fremstillingsteknik til fremstilling af plasticdele lavet af termoplastisk plast. Smeltet plastik bliver under højt tryk sprøjtet ind i et værktøj, som er et negativ af den ønskede figur. Værktøjet, også kaldet en form, er lavet (af en værktøjsmager) af metal, normalt stål eller aluminium, men kan også være fremstillet af plastik. Den er præcisionsbearbejdet for at få de ønskede detaljer frem på den ønskede del. Sprøjtestøbning bliver anvendt til fremstilling af mange forskellige dele, fra meget små komponenter til store paneler på biler. Det er den mest anvendte produktionsmetode, som anvendes til f.eks. flaske skruelåg og havemøbler.
Det mest almindeligt brugte materiale er polystyren (billigt, men svagere end andre materialer), ABS også kaldet akrylnitril butadien styren (anvendt til alt fra Legoklodser til elektronikudstyr), Nylon (PA, polyamid) (kemisk resistent, varme-modstandsdygtigt, brudstærk og fleksibel – brugt til kamme), Polypropylen (brudstærk og fleksibel – brugt til containere) og PVC også kaldet Poly Vinyl Clorid (mere almindelig i ekstrudering brugt til slanger, vinduesrammer, eller som isolering på ledninger hvor tilsætning af blødgører sikrer et fleksibelt materiale.

## Værktøj
Et værktøj til sprøjtestøbning kaldes ofte for en form. Det er ikke simpelt at konstruere et sprøjtestøbt emne eller fremstille et velfungerende værktøj. Det er vigtigt at sikre at emnet kan komme ud af formen (afformes), at værktøjet kan fyldes helt før den smeltede plast størkner, at kompensere for at materialet kryber og at minimere fejl som kan opstå ved svingninger i processen. 
Et værktøj kan deles i mindst to halvdele (kaldet fast og bevægelig halvdel) for at emnet kan udstødes. For at emnet kan udstødes er det vigtigt at der ikke er underskæringer som vil fastlåse emnet i formen.
Emnets sider skal heller ikke være parallelle i forhold til udstødningsretningen. Emnets sider skal være vinklet. Hvis man ser på almindelige husholdningsredskaber vil man kunne se denne vinkel kaldet slip. Emner formet som en kop eller spand har en tendens til at krympe fast på kernen under afkølingen og efter værktøjet er åbnet bliver den typisk afformet ved hjælp af udstøderpinde.
Mere komplicerede emner bliver fremstillet ved hjælp af mere komplicerede forme, som kan gøre brug af bevægelige dele kaldet kæber. Disse indsættes i værktøjet for at danne en bestemt udformning som ikke kan fremstilles blot af en fast og bevægelig del. Kæberne trækkes tilbage før emnet afformes.
Polymeren eller råmaterialet for sprøjtestøbning findes normalt som granulat, og det smeltes af varme og forskydningskræfter kort tid før det sprøjtes ind i værktøjet. Kanalerne som plasten flyder gennem på sin vej mod kaviteten vil også stivne og danne et vedhæng eller ramme. Denne ramme består af the sprue (indløbet) som er hovedkanalen fra den smeltede masse, parallel med åbningsretningen og runners som ligger vinkelret på åbningsretningen og som leder smeltemassen mod the gates eller indløbspunkter. Hele indløbssystemet kan skæres af og genanvendes. Nogle værktøjer er konstrueret således at indløbet automatisk skilles fra emnet når værktøjet åbner. 
Kvaliteten af det sprøjtestøbte emne afhænger dels af selve værktøjet, dels af styringen af støbeprocessen og af udformningen af selve emnet. Det er vigtigt at den smeltede plast har det rigtige tryk og temperatur, således at det let flyder ud i alle dele af kaviteten. Værktøjets dele skal passe meget nøjagtigt sammen, ellers vil små lækager af smeltet plast danne finner på emner. 
Når man skal indkøre et nyt værktøj hvor skudstørrelsen endnu er ukendt, bør plastmageren reducere skudstørrelsen og dysetrykket således at værktøjet kun fyldes 90-95%, hvilket på engelsk kaldes short shot og på dansk blot en ufuldstændig støbning. Den præcise skudvolumen kan nu bedre estimeres og indstilles. Trykket kan derfor øges uden fare for at ødelægge værktøjet. 
Traditionelt har værktøjer været meget dyre at fremstille. Derfor bruges de normalt kun i masseproduktion hvor der fremstilles tusinder af emner. Værktøjer bygges normalt af hærdet stål, men aluminium eller messing kan også anvendes. Valget af materiale foretages primært ud fra økonomiske hensyn. Værktøj af stål koster mere, men deres længere levetid gør at investeringen normalt kan betale sig. Værktøj af aluminium koster langt mindre og når den er konstrueret og fremstillet med moderne CAD udstyr kan den være økonomisk ved støbning af hundreder eller op til ti tusinder af emner.
Det er blevet meget almindeligt at anvende processen gnistning i fremstillingen af værktøjer. Med processen kan der fremstilles vanskelige geometrier ved at maskinbearbejde en negativ af formen. Desuden kan processen anvendes til formplader som er hærdet i forvejen så man undgår en efterfølgende hærdning. Ændringer i en hærdet form med boring eller fræsning kræver normalt at stålet blødgøres ved varmebehandling og derefter hærdes igen. Gnistning er en simpel proces hvor en elektrode fræst i den ønskede facon meget langsomt sænkes ned mod værktøjet som er nedsænket i paraffinolie. Elektroden er typisk fremstillet af kobber eller grafit, og processen foregår over flere timer. Der induceres en spænding mellem værtøjer og elektroden hvilket resulterer i en gnist på den nærmeste punkt. Derved eroderes der små lag væk fra værktøjer i samme facon som elektroden.
I dag fræser man også i hærdet stål med hårdmetal fræser. Man kan fræse med fræser fra 0,2 mm .

## Processen
Smeltet (plastificeret) plast presses under tryk ind i formkaviteten, hvor det størkner og derved antager kavitetens form.
Råmaterialet i form af granulat hældes i tragten som føder materialet ned til cylinderen. I cylinderen drejer snekken rundt trukket af en hydraulisk eller elektrisk motor. Snekken bringer materialet frem langs snekkens spiral. Når snekken drejes rundt presses materialet både frem og rundt hvorved materialets indre friktion genererer en del af den varme som skal til for at smelte materialet. Varme-elementer som er placeret rundt om cylinderen tilfører varme og styrer temperaturen. Det smeltede materiale føres ud i spidsen af cylinderen forbi en tilbageløbsventil. Under undstrøjtning presses snekken frem hvorved tilbageløbsventilen lukker og der dannes nu et højt tryk på smelten som presses ind i værktøjet.
Det hydrauliske system pumper olie fra en tank ind i en kraftig hydraulisk cylinder som via en knæledsmekanisme lukker formen. Knæledsmekanismen sikrer et højt lukketryk som sikrer at formen forbliver lukket selvom trykket i den indsprøjtede plast er høj. Nogle maskiner er elektriske i stedet for hydrauliske. 
Efter indsprøjtningen skal plasten køles. Det er nødvendigt at køle plasten så den bliver hård nok til at kunne udstødes uden at blive deformeret. Køletiden afhænger af smeltens temperatur, formens temperatur samt emnets godstykkelse.